# Tilburg University
La Universitat de Tilburg (en anglès: Tilburg University) és una universitat pública neerlandesa especialitzada en els camps de l'Administració, Arts, Ciències Socials, Dret, Economia i Humanitats, localitzada a la ciutat de Tilburg, part de la província del Brabant del Nord, en el sud dels Països Baixos.
La institució s'ha guanyat una reputació tant en recerca com en docència a nivell mundial.
En l'àmbit de publicacions acadèmiques, Research Papers in Economics va classificar a la seva Facultat d'Economia i Administració d'empreses com el 23è departament de recerca més productiu del món i el 6è d'Europa. Segons al Rànquing de Xangai del 2020, la Universitat de Tilburg ocupa el lloc 6è en el camp de l'Administració d'empreses i el 24è en el camp de les Finances a tot el món. En el camp del dret, la Universitat de Tilburg obté el lloc 28° del món i 2n als Països Baixos d'acord a la classificació acadèmica d'universitats del THE 2021. A més, la Facultat de Ciències Socials i del Comportament ofereix un programa de mestratge únic de dos anys en Psicologia Mèdica (impartit en neerlandès), en el qual els estudiants es capaciten com a professionals científics en l'àmbit mèdic.
La Universitat va ser fundada el 1927. Al principi tenia exclusivament una escola d'Administració i direcció d'empreses. Posteriorment, es van anar incorporant facultats com la de Dret (establerta el 1963), Ciències socials i del Comportament (també el 1963), Teologia i Filosofia (1967) i finalment, l'escola d'Art (1981).
Tot i el creixement de les altres facultats, Administració i Direcció d'Empreses es manté a dia d'avui com la més gran de totes les que componen la universitat per nombre d'alumnes.